# My dear (漫画)
『My dear』（マイディア）は、高瀬綾による日本の漫画。『なかよし』（講談社）にて1998年7月号から同年12月号まで連載された。全6話。そのほか、同誌同年8月号増刊『なつやすみランド』に番外編が掲載された。単行本は同社の講談社コミックスなかよしより全1巻。
一個の紳士用高級腕時計をめぐる、10代後半の一組の男女（怜奈と甲斐）の、恩讐と愛憎劇を描いた。

## 書誌情報
- 高瀬綾 『My dear』 講談社〈講談社コミックスなかよし〉、1999年2月5日第1刷発行、ISBN 4-06-178909-0
  - 本編に加え、番外編が収録されている。